# محمد إسلام بيكر
محمد إسلام بيكر (13 يوليو 1996 بالأربعاء في الجزائر - ) هو لاعب كرة قدم جزائري في مركز الهجوم. لعب مع وفاق سطيف.

## وصلات خارجية
- محمد إسلام بيكر على موقع قاعدة بيانات كرة القدم.إي يو (الإنجليزية)
- محمد إسلام بيكر على موقع Soccerway.com (الإنجليزية)